# Colonia Diez de Noviembre
Colonia Diez de Noviembre är en ort i Mexiko.   Den ligger i kommunen Villa González Ortega och delstaten Zacatecas, i den centrala delen av landet, 500 km nordväst om huvudstaden Mexico City. Colonia Diez de Noviembre ligger 2 214 meter över havet och antalet invånare är 809.
Terrängen runt Colonia Diez de Noviembre är huvudsakligen en högslätt. Colonia Diez de Noviembre ligger uppe på en höjd. Runt Colonia Diez de Noviembre är det glesbefolkat, med 17 invånare per kvadratkilometer. Närmaste större samhälle är Villa González Ortega, 11,5 km söder om Colonia Diez de Noviembre. Omgivningarna runt Colonia Diez de Noviembre är i huvudsak ett öppet busklandskap.